# بولداگ فرانسوی
بولداگ فرانسوی (فرانسوی: bouledogue‎ یا bouledogue français) نژادی از سگ‌های خانگی است که برای سگ‌های همراه تربیت می‌شوند. این نژاد نتیجه پیوند میان بولداگ عروسکی وارد شده از انگلستان و راترهای محلی فرانسه در دههٔ ۱۸۰۰ است. آنها سگ‌های تنومند و کوتاه جمع و جور و دارای رفتار دوستانه و خون‌گرمانه هستند.
این نژاد به عنوان حیوان خانگی محبوب است: در سال ۲۰۱۹، آنها دومین سگ محبوب در پادشاهی متحده، و چهارمین نژاد محبوب سگ‌های ثبت شده AKC در ایالات متحده بودند. آنها در سال ۲۰۱۷ به عنوان سومین سگ محبوب استرالیا شناخته شدند.

## تاریخچه نژاد فرنچ بولداگ
بولداگ فرانسوی از انگلستان منشأ گرفته و اکنون به سگ کوچک تبدیل شده. جد این نژاد بولداگ انگلیسی و ماستیف انگلیسی است و با اصلاح نژادهای انجام شد تبدیل به این نژاد شده. این نژاد بین کارگران شهر ناتینگهام محبوب بوده وقتی که آنها از شهر ناتینگهام در شمال انگلیس به فرانسه مهاجرت می‌کردند بولداگ‌های فرانسوی خود را هم به فرانسه می‌بردند.
بعد از چند وقت بولداگ‌های فرانسوی در فرانسه و اروپا رونق گرفت و بعد از چند سال این نژاد در آمریکا هم زیاد شد و خود را در دل اکثر آمریکایی‌ها جا کرد. ایالات متحده اولین بولداگ فرانسوی خود را در نمایشگاه کلوپ وست مینستر در سال ۱۸۹۶ به نمایش گذاشت. این نژاد به سرعت به بولداگ فرانسوی لقب گرفت و هنوز هم یک نام دوست داشتنی است که امروزه مورد استفاده قرار می‌گیرد.

## نگارخانه

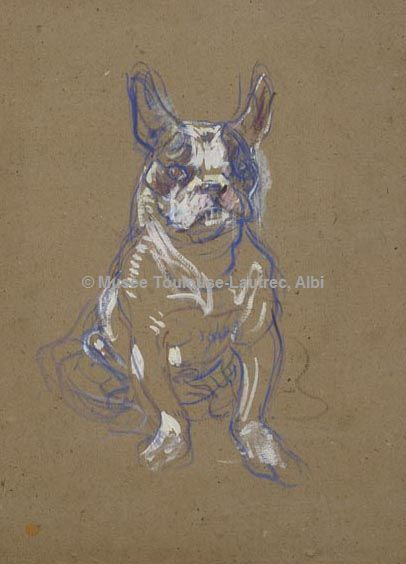
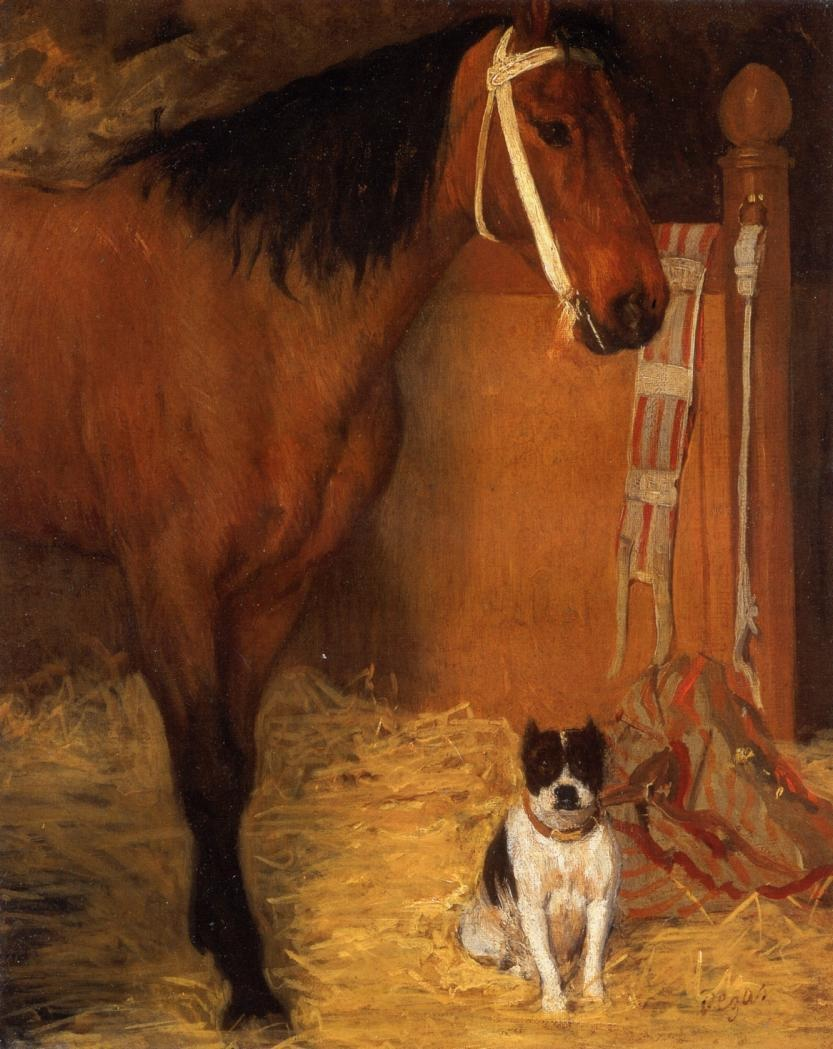

## مشارکت کنندگان
- French Bulldog داگ تایم
- همه چیز دربارهٔ فرنچ بولداگ گلبا[پیوند مرده]
- مشارکت‌کنندگان ویکی‌پدیا. «French Bulldog». در دانشنامهٔ ویکی‌پدیای انگلیسی، بازبینی‌شده در ۱۰ مارس ۲۰۲۱.